# شامبينيول (كوت دور)
شامبينيول (بالفرنسية: Champignolles) هي بلدية فرنسية تقع في إقليم كوت دور في منطقة برغونية. 